# Дејан Цицмиловић
Дејан Цицмиловић (Приштина, 21. јул 1971) српски је глумац, позоришни редитељ и универзитетски професор.

## Биографија
Завршио је средњу глумачку школу у Нишу у класи Миме Вуковић Курић. Професионални позоришни ангажман започео је у Књажевско-српском театру у Крагујевцу. Касније је уписао Факултет уметности Универзитета у Приштини и студирао у класи професора Светозара Рапајића. Дипломирао је 1997. године.
Остварио је троцифрени број улога и режирао више десетина представа у аматерским и професионалним позориштима.
Педагошким радом бави се од 2005. године, а 2019. је изабран у звање редовног професора на Факултету уметности у Косовској Митровици.

## Улоге

### Позоришне представе
| Наслов                                          | Улога                           | Редитељ                               | Позориште                      | Премијера           |
| ----------------------------------------------- | ------------------------------- | ------------------------------------- | ------------------------------ | ------------------- |
| Ружење народа у два дела                        | Мајор Атертон                   | Александар Лукач                      | Књажевско-српски театар        | 24. септембар 1988. |
| Буђење пролећа                                  | Мелхиор Габор                   | Петар Говедаровић                     | Књажевско-српски театар        | 18. децембар 1991.  |
| Бриши од своје жене                             | Репортер                        | Петар Говедаровић                     | Књажевско-српски театар        | 12. јун 1992.       |
| Коштана                                         | Стојан                          | Градимир Мирковић                     | Књажевско-српски театар        | 15. јул 1992.       |
| Бриши од свога мужа                             | Детектив                        | Петар Говедаровић                     | Књажевско-српски театар        | 23. децембар 1992.  |
| Од Растка до Светог Саве                        | Свети Сава                      | Петар Говедаровић                     | Књажевско-српски театар        | 27. јануар 1993.    |
| Земља јесмо                                     | Он-младић; Он-човек             | Мима Јанковић                         | Књажевско-српски театар        | 26. март 1993.      |
| Краљ Лир                                        | Едгар                           | Петар Говедаровић                     | Књажевско-српски театар        | 9. октобар 1993.    |
| Чаробњак из Оза                                 | Лав                             | Лилијана Арсенов Ивановић             | Покрајинско народно позориште  | 23. децембар 1994.  |
| Лимунација                                      | Срета                           | Јован Кале Глигоријевић               | Књажевско-српски театар        | 28. новембар 1995.  |
| Осмех анђела                                    | Максим                          | Јовица Павић                          | Књажевско-српски театар        | 1. јун 1996.        |
| Чаробна фрулица                                 | Томица                          | Јован Мишковић                        | Књажевско-српски театар        | 17. новембар 1996.  |
| Балкан експрес                                  | Келнер Бишко                    | Војислав Солдатовић                   | Књажевско-српски театар        | 23. децембар 1996.  |
| Покондирена тиква                               | Василије                        | Драган Јаковљевић                     | Књажевско-српски театар        | 15. фебруар 1997.   |
| Љубавник                                        | Ричард                          | Драган Јаковљевић                     | Књажевско-српски театар        | 14. јун 1997.       |
| Огњена купина                                   | Владислав                       | колективно                            | Књажевско-српски театар        | 9. октобар 1997.    |
| Драга Јелена Сергејевна                         | Паша                            | Бошко Ђорђевић                        | Књажевско-српски театар        | 1. новембар 1997.   |
| Драга Јелена Сергејевна                         | Паша                            | Светозар Рапајић и Бошко Димитријевић | Народно позориште у Нишу       | 25. новембар 1999.  |
| Шта је то у људском бићу што га води према пићу |                                 | Божидар Ђуровић                       | Књажевско-српски театар        | 19. јануар 2001.    |
| Хамлет римејк                                   | Хорацио                         | Дејан Крстовић                        | Народно позориште у Нишу       | 30. март 2001.      |
| Полонеза Огињског                               | Дима                            | Радослав Миленковић                   | Народно позориште у Нишу       | 15. децембар 2001.  |
| Укроћена горопад                                | Хортенсио                       | Милан Караџић                         | Народно позориште у Нишу       | 5. фебруар 2002.    |
| Сутра ће бити боље                              | Николај Николајевич Рембрант    | Дејан Крстовић                        | Народно позориште у Нишу       | 16. јануар 2003.    |
| Ножеви у кокошкама                              | Виљем ждребац                   | Мирослав Бенка                        | Народно позориште у Нишу       | 4. октобар 2003.    |
| Је ли било кнежеве вечере?                      | Јаша Томић                      | Кокан Младеновић                      | Народно позориште у Нишу       | 4. април 2004.      |
| Краљевић Марко                                  | Вукашин Мрњавчевић              | Југ Радивојевић                       | Покрајинско народно позориште  | 9. март 2005.       |
| Код лепог изгледа                               | Штрасер                         | Драган Јаковљевић                     | Књажевско-српски театар        | 26. април 2005.     |
| Едмунд Кин                                      | Едмунд Кин                      | Ирфан Менсур                          | Народно позориште у Нишу       | 3. децембар 2005.   |
| Иза кулиса                                      | Фредерик Фелоус                 | Ферид Карајица                        | Народно позориште у Нишу       | 5. јун 2006.        |
| Кућа на граници                                 | Дипломата, капетан              | Југ Радивојевић                       | Покрајинско народно позориште* | 2006.               |
| Сабирни центар                                  | Марко                           | Јовица Павић                          | Народно позориште у Нишу       | 11. март 2007.      |
| Дундо Мароје                                    | Дундо Мароје                    | Ирфан Менсур                          | Народно позориште у Нишу       | 28. новембар 2007.  |
| Одабрани и уништени                             | Ђорђе Карађорђевић              | Кокан Младеновић                      | Народно позориште у Нишу       | 14. фебруар 2008.   |
| Не очајавајте никад                             | Марсел Шабанон                  | Милош Јагодић                         | Народно позориште у Нишу       | 5. октобар 2008.    |
| Бура                                            | Калибан                         | Андраш Урбан                          | Народно позориште у Нишу       | 11. март 2009.      |
| Niš ex press                                    | Дробац                          | Сашо Миленковски                      | Народно позориште у Нишу       | 1. јун 2011.        |
| Месец дана на селу                              | Игњатије Иљич Шпигељски         | Сергеј Морозов                        | Народно позориште у Нишу       | 5. мај 2012.        |
| Свет                                            | Тома Мелентијевић               | Милица Краљ                           | Народно позориште у Нишу       | 25. децембар 2012.  |
| Константин                                      | Галерије                        | Југ Радивојевић                       | Народно позориште у Београду*  | 27. фебруар 2013.   |
| Деветстопетнаеста, трагедија једног народа      | Глумац, Макензен, Живојин Мишић | Милан Нешковић                        | Народно позориште у Нишу       | 10. октобар 2013.   |
| Мала                                            | Миодраг Гончин                  | Иван Вуковић                          | Народно позориште у Нишу       | 11. март 2014.      |
| Шофери                                          | Губик                           | Милан Нешковић                        | Народно позориште у Нишу       | 29. децембар 2014.  |
| Дуге ноћи и црне заставе                        | Едхем                           | Иван Вуковић                          | Шабачко позориште*             | 6. јул 2015.        |
| Ваљевска болница                                | Радојко                         | Славенко Салетовић                    | Крушевачко позориште           | 14. октобар 2015.   |
| Брод љубави                                     | Карл                            | Ангелчо Илијевски                     | Народно позориште у Нишу       | 9. новембар 2016.   |
| На чистини                                      | Стојан                          | Душан Петровић                        | Народно позориште у Нишу       | 31. јануар 2017.    |
| Мртве душе                                      | Умиљата госпођа; Ноздрјов       | Ана Ђорђевић                          | Народно позориште у Нишу       | 11. март 2017.      |
| Срећна нова                                     |                                 |                                       |                                | 11. март 2017.      |
| У чије име                                      | Константин Бата Атанасијевић    | Милан Караџић                         | Народно позориште у Нишу       | 29. новембар 2017.  |
| Лимунација                                      | Срета                           | Небојша Брадић                        | Народно позориште у Нишу       | 1. децембар 2018.   |
| Путујуће позориште Шопаловић                    | Василије Шопаловић              | Татјана Мандић Ригонат                | Народно позориште у Нишу       | 11. март 2019.      |
| Ивкова слава у Призрену                         | Пуковник                        | Бојан Стојчетовић                     | Народно позориште у Нишу       | 26. мај 2019.       |
| Власт и њена опозиција                          | Апостоловић                     | Егон Савин                            | Народно позориште у Нишу       | 5. октобар 2019.    |
| Васкрс на Моглену                               |                                 | Дејан Цицмиловић                      | Народно позориште у Нишу       | 2. новембар 2019.   |
| Ана Карењина                                    | Карењин                         | Ирфан Менсур                          | Народно позориште у Нишу       | 22. јануар 2021.    |
| Деобе                                           | Коста Цветић                    | Jуг Радивојевић                       | Српско народно позориште*      | 16. март 2021.      |
| Народ то воли                                   | Начелник полиције               | Бојан Стојчетовић                     | Академија 28                   | 17. април 2021.     |

### Филмографија
|                   | 1990▼ | 2000▼ | 2010▼ | 2020▼ | Укупно |
| ----------------- | ----- | ----- | ----- | ----- | ------ |
| Дугометражни филм | 0     | 4     | 3     | 4     | 11     |
| ТВ филм           | 0     | 0     | 0     | 0     | 0      |
| ТВ серија         | 1     | 3     | 8     | 14    | 26     |
| Кратки филм       | 0     | 0     | 0     | 0     | 0      |
| Укупно            | 1     | 7     | 11    | 18    | 37     |

| Год.       | Назив                                  | Улога                    |
| ---------- | -------------------------------------- | ------------------------ |
| 1990-е▲    |                                        |                          |
| 1997.      | Горе доле (серија)                     |                          |
| 2000-е▲    |                                        |                          |
| 2001—2002. | Породично благо (серија)               | Портпарол                |
| 2002.      | Рингераја                              | Вођа ловаца              |
| 2004.      | Пљачка Трећег рајха                    |                          |
| 2004.      | Пљачка Трећег рајха (серија)           |                          |
| 2006.      | Битка на Чегру                         | Хуршид-паша              |
| 2007.      | Црна Зора                              | Вујица Вулићевић         |
| 2008.      | Село гори, а баба се чешља (серија)    | Доктор                   |
| 2010-е▲    |                                        |                          |
| 2014.      | Фолк (серија)                          | Радник у штампарији      |
| 2015.      | Чизмаши (серија)                       | Мајор Матић              |
| 2016.      | Инкарнација                            | Научник                  |
| 2016.      | Споразум                               | Адвокат Тасић            |
| 2018.      | Шифра Деспот (серија)                  | Полицајац 2              |
| 2018.      | Немањићи — рађање краљевине (серија)   | Византијски посланик     |
| 2018.      | Комшије (серија)                       | Инспектор Кесеровић      |
| 2018.      | Корени (серија)                        | Председник скупштине     |
| 2018—2021. | Ургентни центар (серија)               |                          |
| 2019.      | Петак 13. II                           | Тито                     |
| 2019.      | Жигосани у рекету (серија)             | Купац прасића            |
| 2020-е▲    |                                        |                          |
| 2020.      | Хотел Београд                          |                          |
| 2021.      | Александар од Југославије              | Мештанин на Цетињу 2     |
| 2021.      | Александар од Југославије (серија)     | Мештанин на Цетињу 2     |
| 2021.      | Породица (серија)                      | Генерал Миливоје Бојовић |
| 2021.      | Бележница професора Мишковића (серија) | Сељак 2                  |
| 2021.      | Пуцњи у Марсеју                        | Жан-Пол Белен            |
| 2021.      | Време зла (серија)                     | Полицијски начелник      |
| 2021.      | Феликс (серија)                        | Зоран Томић              |
| 2021—2022. | Клан (серија)                          | Председник Лаковић       |
| 2021—2023. | Калкански кругови (серија)             | Милун                    |
| 2022.      | Блок 27 (серија)                       | Председник кућног савета |
| 2022.      | Тајне винове лозе (серија)             | Мајстор                  |
| 2022.      | У клинчу (серија)                      | Мунгос                   |
| 2023.      | Пад (серија)                           | Мијат                    |
| 2023.      | Игра судбине (серија)                  | Милорад „Мики” Тамбура   |
| 2023.      | Деца зла (серија)                      | Радован Ковач            |
| 2023.      | Тунел (серија)                         | Социјални радник         |
|            | Црта                                   | Клијент                  |

## Награде и признања
| Година | Остварење                 | Награда                                                                                  |
| ------ | ------------------------- | ---------------------------------------------------------------------------------------- |
| 1994.  | Краљ Лир                  | Награда Јован Милићевић за најбољег младог глумца на Позоришним сусретима „Јоаким Вујић” |
| 2001.  | Хамлет римејк             | Награда за глумачко остварење на Позоришним сусретима „Јоаким Вујић” у Ужицу             |
| 2004.  | Је ли било кнежеве вечере | Глумачка награда на Јоакимфесту у Крагујевцу                                             |
| 2008.  | Одабрани и уништени       | Награда за глумачко остварење на Позоришним сусретима „Јоаким Вујић” у Крушевцу          |
| 2008.  | Одабрани и уништени       | Глумачка награда на Јоакимфесту у Крагујевцу                                             |
| 2009.  | Бура                      | Награда за глумачко остварење на Позоришним сусретима „Јоаким Вујић” у Шапцу             |
| 2015.  | Дуге ноћи и црне заставе  | Глумац вечери на Позоришној ревији „Театар на правом путу“ у Шапцу                       |